# 유디트 (프랑크 왕비)

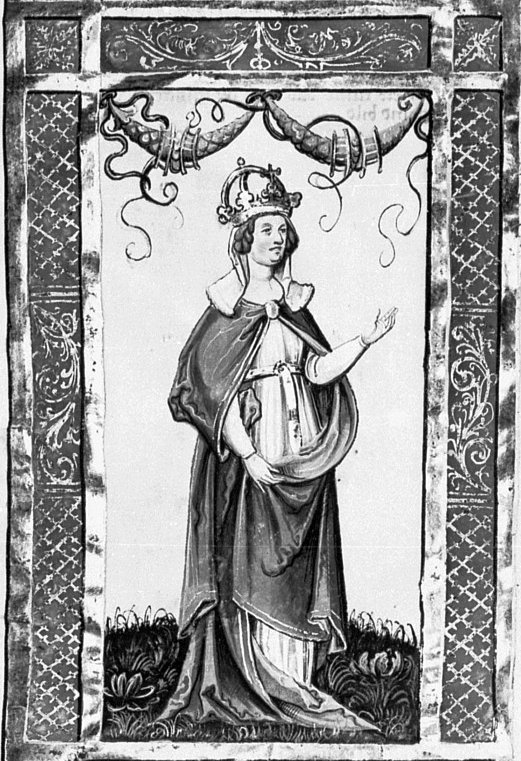
황후 유디트

황후 유디트 혹은 바이에른의 유디트(Judit of Bacaria, 795년/797년 - 843년 7월 19일)는 프랑크 왕국의 왕비이자 신성 로마 제국의 황후이다. 경건왕 루트비히의 두 번째 계비이자 대머리왕 카를(혹은 샤를르 르 쇼브)의 생모였다. 이탈리아의 국왕이 된 베렌가리오 1세의 외할머니이기도 하다.
아들 대머리왕 카를이 태어나자 아들의 계승권 문제에 개입하다가 한때 로타르 1세, 루트비히 2세, 피핀 1세 등에 의해 수녀원에 감금되기도 했다. 루트비히 2세 독일인의 정비인 바이에른의 엠므의 친언니이다.

## 생애

### 젊은 시절

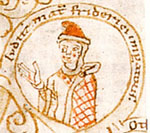
유디트

유디트는 795년 바이에른에서 바이에른과 아르톨프의 백작이자 레겐스부르크의 영주인 구엘프 1세와 그의 부인 작센 출신 헤드비가(Hedwiga, 780-826)의 딸로 태어났다.후에 루트비히 2세 독일인의 정비가 되는 바이에른의 엠므는 그의 친동생이다.
818년 경건왕 루트비히의 첫 번째 황후 에르망가르트가 병으로 죽자, 왕실 측근들은 경건왕 루트비히에게 재혼을 권고하였다. 경건왕 루트비히는 제국의 모든 지역에서 법정으로 간택된 귀족 처녀들을 검사 한 후, 유디트를 낙점하였다. 그해 10월 3일 유디트는 경건왕 루트비히의 두 번째 계비로 낙점되어 입궐하였다. 819년 노르트라인 베스트팔렌에서 결혼식을 올리고, 바로 아헨에서 정식 대관식을 올렸다. 왕비가 됨과 동시에 황후로 승인되었다. 한편 820년경 그의 여동생인 바이에른의 엠므는 경건왕 루트비히의 셋째 아들 루트비히 2세 독일인의 왕비가 되었다. 바이에른의 귀족 가문 출신이었던 그녀와의 결혼으로 프랑크 왕국은 바이에른 부족과 다시 일종의 정치적인 동맹을 맺게 되었다.
당시 프랑크 왕국과 게르만 족 여성들은 12세~15세 무렵에 결혼하였다. 그러나 유디트는 어떤 이유에서였는지 20대의 나이였으나 미혼이었다.

### 왕비 책봉 이후

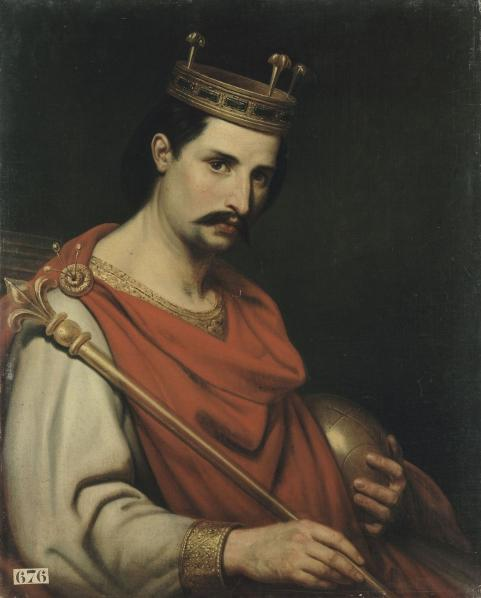
아들 대머리왕 카를

결혼 후 그녀는 지참금으로 산살바토르의 영지와 북부 롬바르디아의 브레시아(Brescia)를 지참금으로 가져왔다. 그녀는 딸 기셀라와 아들 샤를르를 낳았다. 820년에 태어난 첫 딸 기셀라는 이탈리아 프리울리 변경백 에버하르트에게 시집갔고, 이탈리아의 왕 베렝가리오 1세의 생모가 되었다. 이후 아들 카를을 임신했을 때는 프랑크푸르트에 체류하였다.
823년 아들 대머리왕 카를이 태어나자 그는 아들 대머리왕 카를의 몫을 확보하기 위해 남편 경건왕 루트비히를 설득하였다. 또한 유디트는 성직자들과 자문관들을 통해서도 아들 카를 몫의 영토를 상속받으려고 노력했다. 유디트는 제국의 법정에도 영향력을 행사하려 했다. 그러나 이는 남편인 루트비히 경건왕에 의해 봉쇄당했다. 로타르 1세는 대머리 카를이 태어나자 상속을 박탈하려는 시도를 하였다.

### 상속 문제 개입

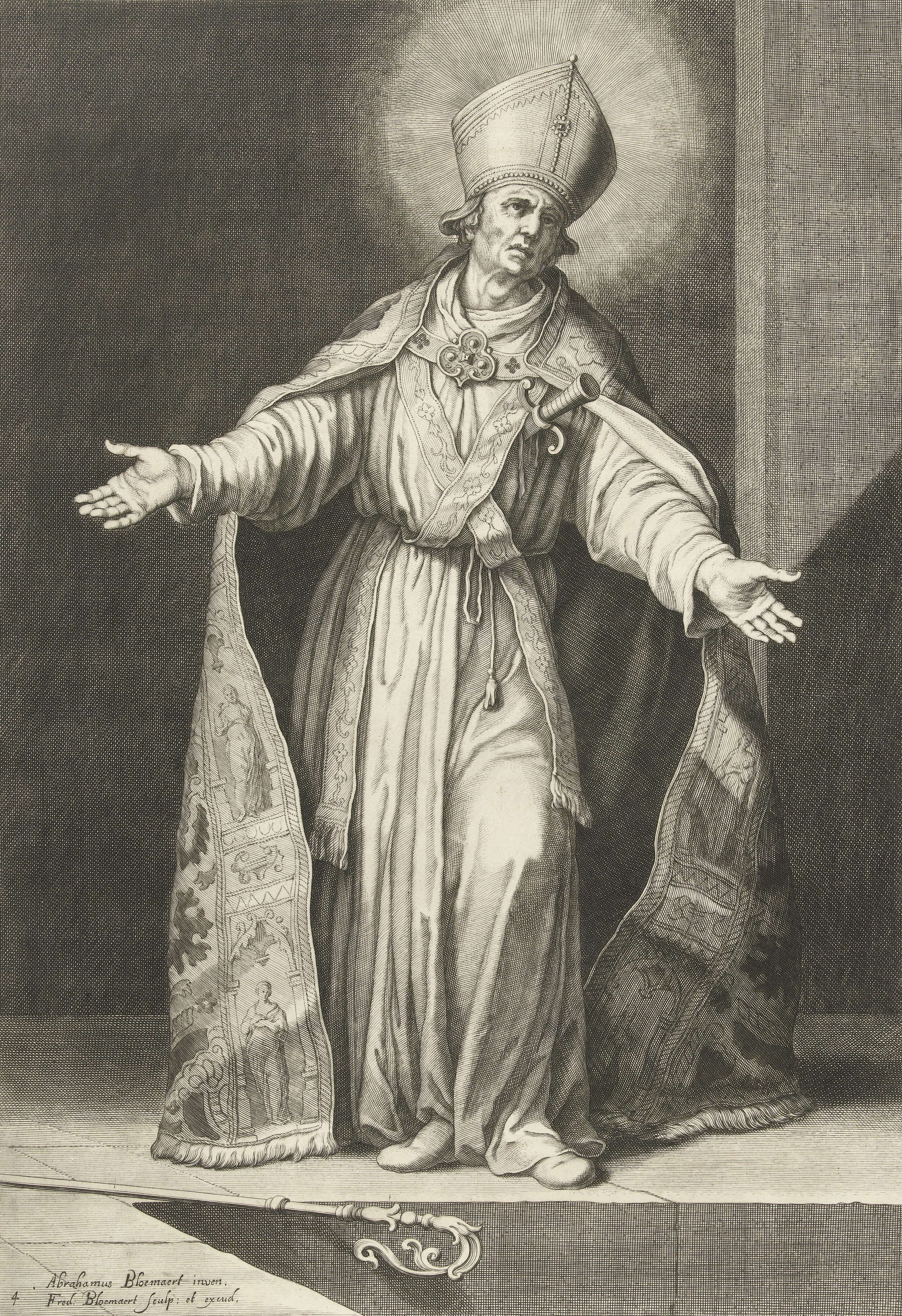
위흐레프트의 프리드리히

그러나 817년, 경건왕 루트비히가 이전에 발표한 상속령이 개정되면서 자신들의 몫의 영지가 줄어든 것에 반발한 로타르 1세, 루트비히 2세 게르마니크, 피핀 1세가 830년 유디트를 잡아다가 수녀원에 감금시키기도 했다.
830년 4월에는 경건왕 루트비히가 브르타뉴로 나가자 유디트가 아헨에 홀로 남은 틈을 타 로타르와 전 왕비 소생 왕자들의 측근들이 그녀의 암살을 기도했으나 실패했다. 그 해의 부활절 주간에 피핀 1세는 유디트를 제거하려 했으나 실패했다. 그해 말 푸아티에의 성 라데군다 수녀원으로 보내졌다가 곧 풀려났다.
위흐레프트 대주교인 위흐레프트의 프리드리히(Frederick of Utrecht)는 그녀가 타락, 방종한 생활을 한다고 비판했다. 유디트는 이때 자신을 공격한 위흐레프트의 프리드리히를 838년 7월 18일 제일란트의 왈체른에서 암살한다.
왕자들의 측근들은 그녀가 간통, 주술 등을 사용한다고 의혹을 제기했고 831년 2월 1일에는 법정에 기소돼 프랑크와 작센, 바이에른 등의 귀족들이 모인 자리에서 재판을 받고, 공개적으로 정화의식을 치르기도 했다.
832년과 833년에도 로타르 1세, 독일인 루트비히 2세, 피핀 1세 삼형제는 쿠데타를 일으켜 경건왕 루트비히를 강제로 은퇴시키고, 유디트를 수녀원에 가두었다. 833년에 삼형제가 다시 반란을 일으키자 유디트는 탈출하여 이탈리아로 도주하였으나, 토르토나에서 독일인 루트비히 2세에게 사로잡혔다.
로타르 1세의 측근인 리옹의 아고바르트(Agobard of Lyons)는 2권의 책을 출간, 유디트를 비난하는데 유디트는 교활하고 미숙한 성격을 지닌 인물로, 남편을 부패와 잘못된 길로 오도했다고 비판했다. 아고바르트는 그녀가 혼외 정사를 했다고 주장, 혼외 정사가 "처음에는 비밀리에 그리고 나중에는 뻔뻔스럽게" 자행되었다고 주장했다. 833년 남편 경건왕 루트비히는 교황의 지지로 기적적으로 복귀했으나 다시 그해에 롬바르디아의 토르토나(Tortona) 수녀원에 유폐되었고, 834년 라톨드 주교(Bishop Ratold), 보니파시오 백작(Count Bonifacio)이 유디트를 암살하려 했으며, 피핀 1세는 유디트는 죽이기 위해 음모를 꾸몄지만 유디트는 기적적으로 암살 위협을 피하고 수녀원을 탈출하는 데 성공했다. 834년 말 남편 경건왕 루트비히는 교황의 지지를 얻고서야 다시 왕위로 복귀하였고 유디트도 아헨으로 되돌아왔다.
한편 파스카시우스 라베루스(Paschasius Radberus)는 그녀가 주술에 빠졌다며 공격했고, 셉티마니아(Septimania)의 베른하르트 백작, 체임벌린의 루트비히 등과 간통했다고 의혹을 제기, 고소하기도 했다. 셉티마니아의 베른하르트나 체임벌린의 루이는 그녀의 연인이었다고도 한다.

### 정치적 영향
유디트는 황제 루트비히 경건왕과의 결혼 이후 궁정 내 권력 균형에 중대한 영향을 끼쳤다. 그녀는 자신의 아들 카를을 후계자로 만들기 위해 노력했으며, 이로 인해 전처 이르멘가르트의 자녀들과의 왕위 계승 문제로 갈등이 심화되었다. 이러한 영향은 《페르하트 왕조 연대기》와 같은 중세 사료에서 반복적으로 언급된다.

### 만년

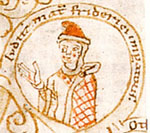
유디트

839년부터 병석에 누운 남편 경건왕 루트비히의 병간호를 1년간 하였다. 840년 루트비히가 잉겔하임(잉겔하임암라인)의 궁전에서 사망하자 유디트는 아키텐에 있던 카를에게 군사를 보내 지원하게 했다. 그해 4월 카를은 네우스트리아를 점령하는데 성공했고 유디트는 네우스트리아로 가서 카를을 만났다.
842년경부터 건강이 악화되었고 기침과 어지러움증 등으로 병석에 누웠다. 843년의 베르덩 조약으로 아들 대머리왕 카를이 서프랑크의 왕이 되고, 그해 7월 19일 파리에서 여생을 마쳤다. 일설에는 840년에 사망했다는 설도 있다. 그가 죽고 대머리왕 카를은 이듬해 태어난 자신의 딸의 이름을 유디트라 하였다. 유디트는 846년 투르의 세인트 마틴 대성당 바실리카에 안치되었다.

## 가족 관계
- 아버지 구엘프 1세(Guwelf I), 바이에른과 아르톨프의 공작
- 어머니 헤드비가(Hedwiga, 780 - 826)
  - 여동생 바이에른의 엠므(Emme of Bayern, 803년 - 876년)
  - 제부 루트비히 2세(Louis the Germany, 802/803 - 876년)

- 남편 루트비히 1세 경건왕(Louis the Pious, 774 - 840)
  - 아들 대머리왕 카를 2세(Charles the Bald, 823 - 877)
  - 며느리 오를레앙의 이르멘트루드(Ermentrude, ? - 869)
    - 손자 유아왕 샤를(Charles the Child)
    - 손자 카를로만(Carloman)
    - 손자 루이 2세 말더듬이왕(Louis II)
    - 손자 무위자 로타르(Lothar the Lame)

  - 며느리 프로방스의 리첼다(Richelda, ) - 테오발드 아를의 딸, 보소 5세의 누이
    - 손녀 로틸드(Rotilde)
    - 손녀사위 지게베르트 6세(Sigebert VI, 우르수스의 공작)

  - 딸 프랑크의 기셀라(Gisela of Franks)
  - 사위 프리울리의 에버하르트(Everhard of Friuli)
    -       - 외손자 베렌가리오 1세(Berengario I, 840 - 924)

## 기타
그녀의 친정 조카인 구엘프 2세와 콘라트는 각각 독일 벨프 왕가와 부르고뉴의 벨프 왕가의 분가인 콘라디안 가의 시조가 되었다.

## 같이 보기
- 벨프 왕가
- 베르덩 조약
- 메르센 조약
- 리베몽 조약
- 루트비히 1세
- 엠므
- 대머리왕 카를 2세
- 루트비히 2세
- 베렌가리오 1세
- 구엘프 1세
- 콘라트 1세

## 관련 서적
- Friedrich von Bezold: Kaiserin Judith und ihr Dichter Walahfrid Strabo. In: Historische Zeitschrift 130 (1924), S. 377–439.
- Elizabeth Ward: Caesar's Wife. The Career of the Empress Judith 819–829. In: Peter Goodman, Roger Collins (Hrsg.): Charlemagne's Heir. New Perspectives on the Reign of Louis the Pious (8114–40). Clarendon, Oxford 1990, ISBN 0-19-821994-6, S. 205–227.
- Johannes Fried: 'Der lange Schatten eines schwachen Herrschers. Ludwig der Fromme, die Kaiserin Judith, Pseudoisidor und andere Personen in der
- Josef Fleckenstein, Über die Herkunft der Welfen und ihre Anfänge in Süddeutschland, in: G. Tellenbach (Hrsg.), Studien und Vorarbeiten zur *Geschichte des Großfränkischen und frühdeutschen Adels, Freiburg 1957, S. 71-136.*Perspektive neuer Fragen, Methoden und Erkenntnisse', in: Historische Zeitschrift 284 (2007), S. 103-138.
- Armin Koch: Kaiserin Judith. Eine politische Biographie. Matthiesen, Husum 2005, ISBN 3-7868-1486-4 (zugl. Dissertation, Universität Konstanz 2004)
- Alois Niederstätter, Welfische Spuren südlich des Bodensees und in Rätien, in: K. L. Ay/ L. Maier/ J. Jahn (Hg.), Die Welfen. *Landesgeschichtliche Aspekte ihrer Herrschaft (Forum Suevicum 2), Konstanz 1998, S. 97-115.

Wilhelm Störmer, Die Süddeutschen Welfen unter besonderer Berücksichtigung ihrer Herrschaftspolitik im bayrisch-schwäbischen Grenzraum, in: K. L. Ay/ L. Maier/ J. Jahn (Hg.), Die Welfen. Landesgeschichtliche Aspekte ihrer Herrschaft (Forum Suevicum 2), Konstanz 1998, S. 57-96.